# Hybozelodes pennatus
Hybozelodes pennatus là một loài ruồi trong họ Asilidae. Hybozelodes pennatus được Hermann miêu tả năm 1912. Loài này phân bố ở vùng Tân nhiệt đới.